# مبارزه کارلوس رویز با مربی
مبارزه کارلوس رویز با مربی (به انگلیسی: Carlos Ruiz peleando con un cochero) فیلمی ونزوئلایی با ژانر کمدی بزن‌بکوب به کارگردانی ریکاردو روفت است که در سال ۱۸۹۷ منتشر شد.